# I surrender (Saybia)
I surrender is een single van de Deense band Saybia, afkomstig van het album These are the days. De videoclip van de single werd geregisseerd door Simon Ellis.

## Nummers
De cd-single bevat de volgende nummers:
1. I surrender
2. You and me (demo uit 2000)
3. Får drømmen aldrig fred? (van de cd Bevar Christiania)
4. I surrender (video)

## Hitnoteringen
In Nederland behaalde de single de 14e plek in de Mega Top 50 en stond het een week op nummer 30 in de Single Top 100. Verder bleef het steken in de Tipparade en kwam het niet in de Belgische hitlijsten terecht. In Denemarken zelf stond het op nummer 15.

### NPO Radio 2 Top 2000
| Nummer met noteringen in de NPO Radio 2 Top 2000 | '14  | '15  | '16  | '17  | '18  | '19  | '20  | '21  | '22  |
| ------------------------------------------------ | ---- | ---- | ---- | ---- | ---- | ---- | ---- | ---- | ---- |
| I surrender                                      | 1528 | 1389 | 1590 | 1540 | 1979 | 1940 | 1977 | 1909 | 1943 |

1. ↑  Een vetgedrukt getal geeft de hoogste notering aan.
2. ↑  2014 was het eerste jaar met een notering voor dit nummer.
3. ↑  Deze tabel is bijgewerkt tot en met de laatste editie (2024).